# Gnas
Gnas is een gemeente met 5.980 inwoners (2023) in de Oostenrijkse deelstaat Stiermarken, behorend tot het district Südoststeiermark. Tot 2013 behoorde ze tot het district Feldbach. 
In 2015 werd de gemeente uitgebreid met Aug-Radisch, Baumgarten bei Gnas, Grabersdorf, Maierdorf, Poppendorf, Raning, Trössing, Unterauersbach en een deel van Kohlberg.
Bad Gleichenberg · Bad Radkersburg · Deutsch Goritz · Edelsbach bei Feldbach · Eichkögl · Fehring · Feldbach · Gnas · Halbenrain · Jagerberg · Kapfenstein · Kirchbach-Zerlach · Kirchberg an der Raab · Klöch · Mettersdorf am Saßbach · Mureck · Paldau · Pirching am Traubenberg · Riegersburg · Sankt Anna am Aigen · Sankt Peter am Ottersbach · Sankt Stefan im Rosental · Straden · Tieschen · Unterlamm
- Gemeinsame Normdatei: 4086745-6
- Library of Congress Control Number: n88061375
- MusicBrainz: 4c2eda5d-6b85-4b2a-bc16-534395fa2556
- Nationale Bibliotheek van Israël: 987007560110105171
- Virtual International Authority File: 269008888
- WorldCat: E39PBJmP9jgwFR4Y4BCfXHtqcP